# Trichopteryx fastuosa
Trichopteryx fastuosa là một loài bướm đêm trong họ Geometridae.

## Hình ảnh

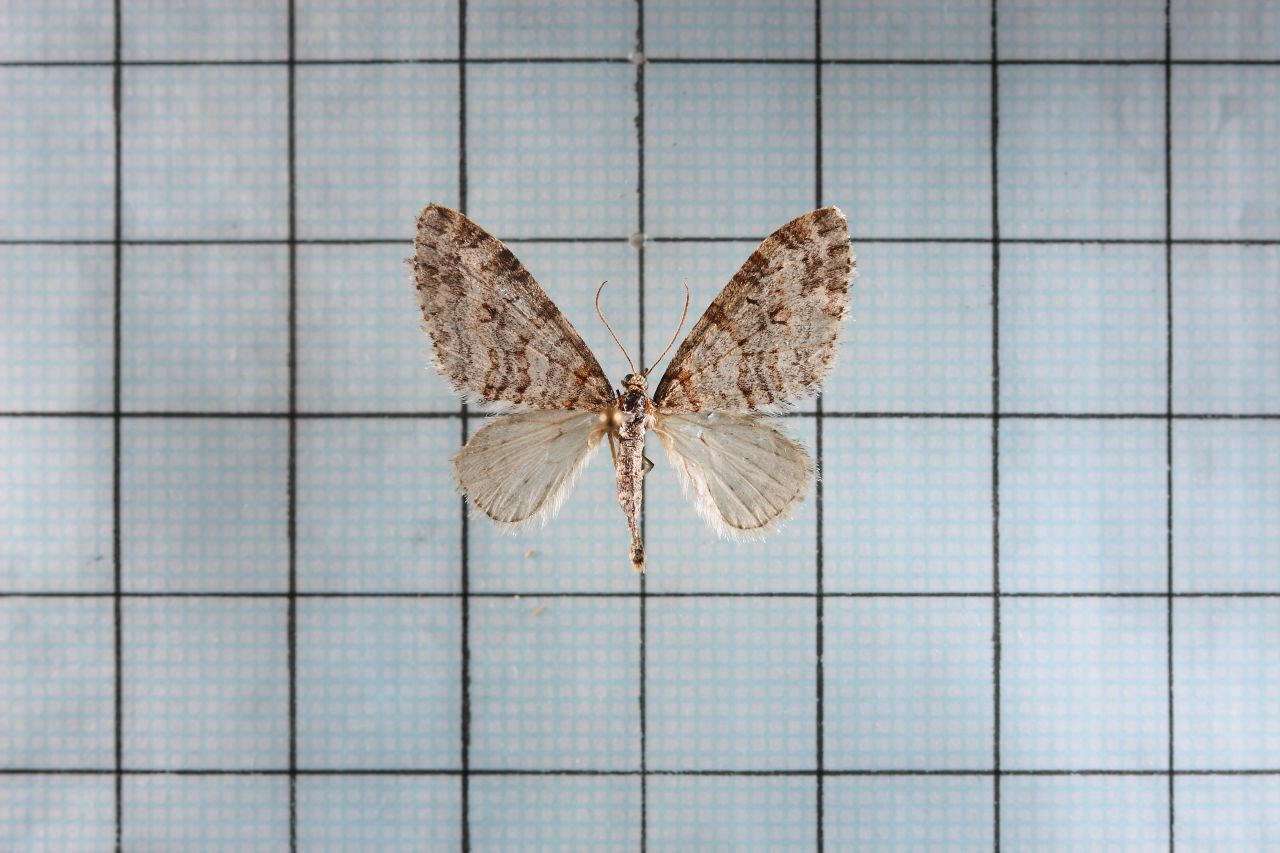